# Теребень (сільське поселення село Кудрявець)
Теребень (рос. Теребень) — присілок в Хвастовицькому районі Калузької області Російської Федерації.
Населення становить 452 особи. Входить до складу муніципального утворення Село Кудрявець.

## Історія
Від 2004 року входить до складу муніципального утворення Село Кудрявець

## Населення
| 2002 | 2010 |
| ---- | ---- |
| 513  | ↘452 |